# 小果无梗五加
小果无梗五加（学名：Acanthopanax sessiliflorus var. parviceps）为五加科五加属下的一个变种。

## 扩展阅读
- 維基物種上的相關：小果无梗五加